# Bunia
Bunia ist die Hauptstadt der Provinz Ituri im Nordosten der Demokratischen Republik Kongo mit (2009) geschätzt 106.000 Einwohnern.

## Geographie
Bunia liegt etwa 40 Kilometer von der ugandischen Grenze entfernt. Sie befindet sich nördlich des Mont Hoyo und westlich des Albertsees. Der Ituri-Fluss fließt etwa 20 Kilometer südlich an Bunia vorbei.

## Verkehr
Die Nationalstraße 27 führt von Bunia nach Südwesten bis zum Anschluss an die Nationalstraße 4.
Der kleine Flughafen Bunia liegt am Westrand der Stadt.

## Geschichte
Die Stadt ist das Zentrum der ethnischen Auseinandersetzungen zwischen den Stämmen Lendu und Hema (Ituri-Konflikt).
Im Jahr 2003 kamen in der Region im Bunia EUFOR-Truppen im Rahmen der Operation Artemis zum Einsatz.
Im Februar 2025 erklärte Uganda, es habe die Kontrolle über die Sicherheit in Bunia übernommen. Uganda ist seit 2021 im Rahmen der Operation Shujaa mit Zustimmung der Demokratischen Republik Kongo Truppen in den Provinzen Ituri und Nord-Kivu aktiv. Angegebenes Ziel ist es, die islamistische Terrororganisation Allied Democratic Forces zu bekämpfen. Laut Ostafrikaexperten könnten zudem wirtschaftliche Interessen eine führende Rolle spielen. Mit Vormarsch der Bewegung 23. März (M23) weitete auch die ugandische Armee ihre Aktivitäten in der Region aus, um die „tödliche Gewalt bewaffneter Gruppen“ zu stoppen.

## Söhne und Töchter der Stadt
- Dieudonné Uringi Uuci (* 1957), römisch-katholischer Geistlicher, Bischof von Bunia
- Axel Tuanzebe (* 1997), englischer Fußballspieler